# Timnit Gebru
Timnit Gebru (Addis Abeba, 13 de maig de 1983) és una científica en computació etíop, especialitzada en algorismes de mineria de dades i biaix algorítmic. També advoca per la defensa de la diversitat en la tecnologia i és cofundadora de Black in AI, una comunitat d'investigadors negres que treballen en intel·ligència artificial.
Al desembre de 2020, la van acomiadar del seu lloc de feina com a tècnica colíder de l'Equip d'Intel·ligència Artificial Ètica de Google després de negar-se a acomplir una sol·licitud que directors de rang superior li van fer en demanar-li de retirar d'un informe, que estava a punt publicar, els noms de tots els empleats de Google esmentats en aquell informe (incloent el seu mateix). Va rebutjar-ho, sol·licitant els noms i les raons de les persones que havien pres aquesta decisió, i va amenaçar de renunciar si no li proporcionaven aquella informació. Google no va complir la seva petició i la van acomiadar immediatament . Google va declarar que l'informe en qüestió, titulat On the Dangers of Stochastic Parrots: Can Language Models Be Too Big?, ignorava recerques recents que mostraven mètodes per mitigar el biaix en aquells sistemes.

## Educació i joventut
Gebru va néixer i va créixer a Addis Abeba, Etiòpia. El seu pare va morir quan ella tenia cinc anys d'edat. Tots dos pares eren d'Eritrea. Pel fet de ser eritreana, Gebru es va veure sotmesa a una deportació forçada durant la Guerra entre Etiòpia i Eritrea obligant-la a fugir d'Etiòpia a l'edat de 15 anys. Finalment va sol·licitar asil polític que va ser acceptat als Estats Units.
Després de completar els estudis superiors a l'Institut de Massachusetts, va ser acceptada per a estudiar a la Universitat Stanford. Allí va obtenir el mestratge en enginyeria elèctrica. Gebru va treballar a Apple, desenvolupant el senyal que processa algorismes per al primer iPad. Va obtenir el doctorat sota l'assessoria de Fei-Fei Li en la Universitat Stanford en 2017. Va utilitzar mineria de dades d'imatges disponibles públicament. Es va interessar per la quantitat de diners gastats per organitzacions governamentals i no governamentals intentant recollir informació sobre comunitats. Per investigar alternatives, Gebru va combinar aprenentatge profund amb Google Street View per estimar la demografia de barris als Estats Units, mostrant que atributs socioeconòmics com a inclinació política, ingressos, carrera i educació poden ser inferits per l'observació d'actuacions. Si la quantitat de camions pickup supera el nombre de sedans, la comunitat serà més inclinada a votar per al partit Republicà. Es van analitzar més de 15 milions d'imatges de les 200 ciutats més poblades de EUA. El treball va ser extensament seguit en els mitjans de comunicació com a BBC News, Newsweek, The Economist, i The New York Times.
Gebru va presentar la seva recerca a la competició 2017 LDV Capital Vision Summit, on científics de visió per ordinador presenten els seus treballs a membres d'indústria i inversors. Gebru va guanyar la competició i va començar una sèrie de col·laboracions amb altres emprenedors i inversors. Tots dos durant el seu programa de PhD durant 2016 i en 2018, Gebru va tornar a Etiòpia amb Jelani Nelson per a treballar en la campanya AddisCoder. Després de rebre el seu PhD, Gebru es va unir a Microsoft com a investigadora de postdoctorada al laboratori d'Equitat, Responsabilitat, Transparència i Ètica en Intel·ligència Artificial (FATE sigles en anglès).

## Carrera i recerques

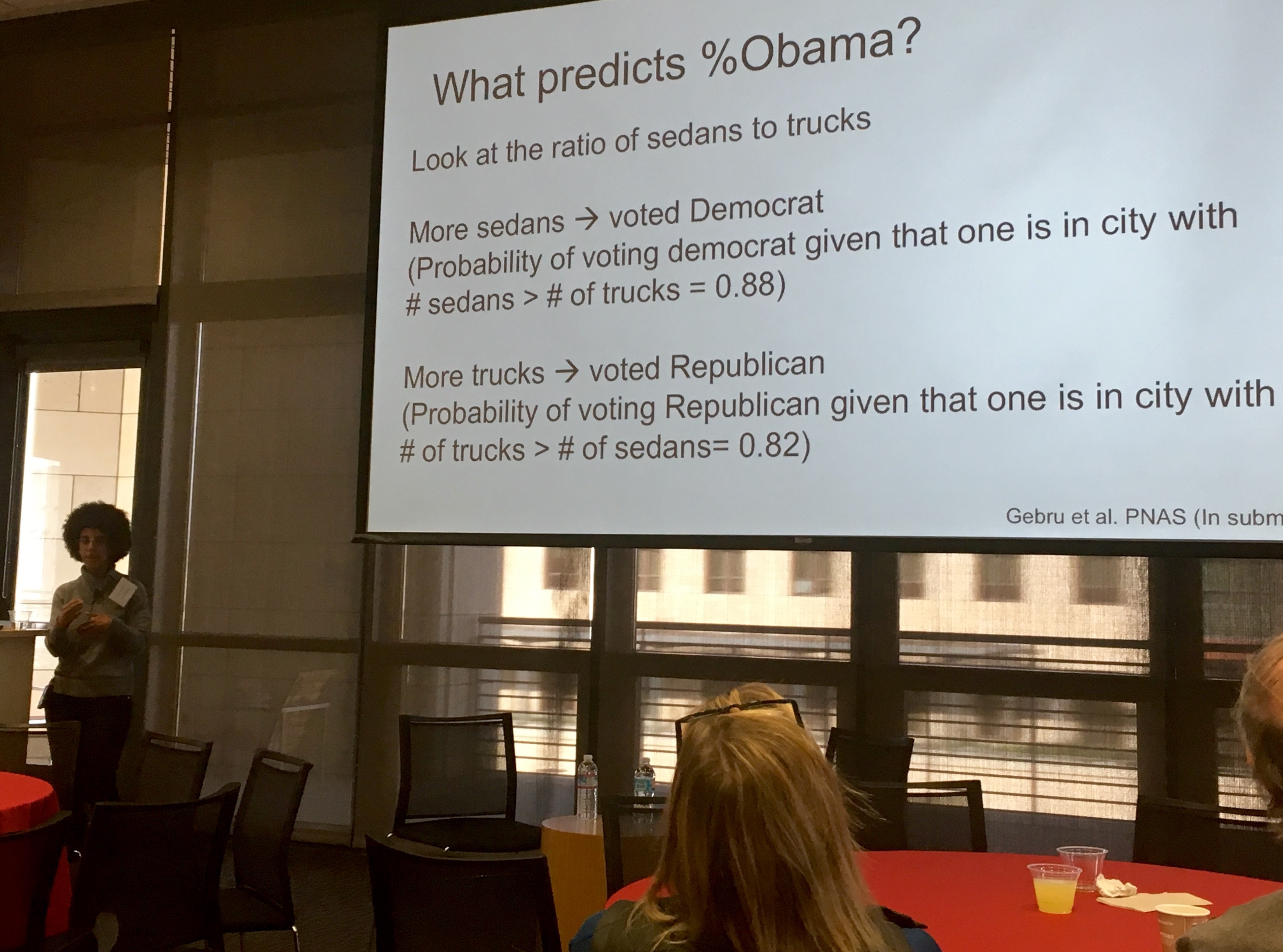
Gebru parlant sobre les seves troballes per a pronosticar, amb certa fiabilitat, la manera en què un americà votarà per la mena de vehicle condueixen.

Gebru va treballar en Google en el departament d'intel·ligència artificial ètica. Allí va estudiar les implicacions de la intel·ligència artificial, buscant millorar la capacitat de la tecnologia per fer el bé social. Va col·laborar amb el MIT en el seu grup de recerques Gender Shades. Gebru va treballar amb Joy Buolamwini per a investigar un programari de reconeixement facial; trobant que les dones negres tenen 35 % menys de probabilitats de ser reconegudes que els homes blancs. Quan Gebru va assistir a una conferència d'intel·ligència artificial el 2016, va notar que era l'única dona negra dels 8.500 delegats presents. Juntament amb el seu col·lega Rediet Abebe, Gebru va fundar Black in AI, una comunitat d'investigadors negres que treballen en intel·ligència artificial.
Gebru també va treballar a l'equip del departament de Microsoft de Justícia, Imputabilitat, Transparència, i Ètiques. El 2017, Gebru va parlar a la conferència Fairness and Transparency (Justícia i Transparència), on MIT Technology Review la va entrevistar sobre els biaixos que hi ha en els sistemes d'intel·ligència artificial i com agregar diversitat en els equips d'intel·ligència artificial pot solucionar aquest problema. Gebru i altres investigadors d'intel·ligència artificial van signar una carta que reflectia els problemes sistèmics que resideixen en el programari de reconeixement facial de Amazon. Un estudi elaborat per investigadors del MIT mostra que el sistema de reconeixement facial de Amazon tenia més problemes per a identificar a les dones de pell més fosca que el programari de reconeixement facial de qualsevol altra empresa de tecnologia. En una entrevista del New York Times, Gebru va expressar a més de que creu que el reconeixement facial és massa perillós per a ser utilitzat amb finalitats policials i de seguretat en aquest moment.

## Sortida de Google
Gebru va plegar de treballar per a Google al desembre de 2020. Les circumstàncies de la seva sortida són discutides. Gebru i alguns dels seus companys de feina van afirmar que l'havien acomiadat de Google. Els executius de Google, Jeff Dean i Megan Kacholia, van afirmar que ella es va oferir a renunciar i que Google va acceptar posteriorment la seva renúncia. Va afirmar que de cap manera no s'havia ofert a renunciar, sinó que només havia amenaçat de fer-ho.

## Premis
Gebru, Joy Buolamwini i Inioluwa Raji van guanyar el premi AI Innovations Award 2019 de VentureBeat en la categoria AI for Good per la seva recerca que destaca un problema significatiu del biaix algorítmic en el reconeixement facial.

## Publicacions
- Gebru, Timnit; Krause, Jonathan; Wang, Yilun; Chen, Duyun; Deng, Jia «Using deep learning and Google Street View to estimate the demographic makeup of neighborhoods across the United States» (en anglès). Proceedings of the National Academy of Sciences, 114, 50, 12-12-2017, pàg. 13108–13113. DOI: 10.1073/pnas.1700035114. ISSN: 0027-8424. PMC: 5740675. PMID: 29183967.
- Buolamwini, Joy; Gebru, Timnit «Gender Shades: Intersectional Accuracy Disparities in Commercial Gender Classification». Proceedings of Machine Learning Research, 81, 2018, pàg. 1–15. ISSN: 1938-7288.
- Gebru, Timnit. «Race and Gender». A: Dubber. The Oxford Handbook of Ethics of AI (en anglès).  Oxford University Press, 2020-07-09, p. 251–269. DOI 10.1093/oxfordhb/9780190067397.013.16. ISBN 978-0-19-006739-7.